# Pian del Re
Il Pian del Re (2 020 metri s.l.m.) è una località montana in alta Valle Po (Alpi Cozie - gruppo del Monviso), in Provincia di Cuneo, nel comune di Crissolo, nota per essere la zona in cui si trovano le sorgenti del fiume Po. Il toponimo trae origine dal fatto che qui, all'epoca di Francesco I di Francia, sorsero gli accampamenti dell'esercito francese impegnato nell'invasione del ducato di Savoia.

## Descrizione

### Area naturale

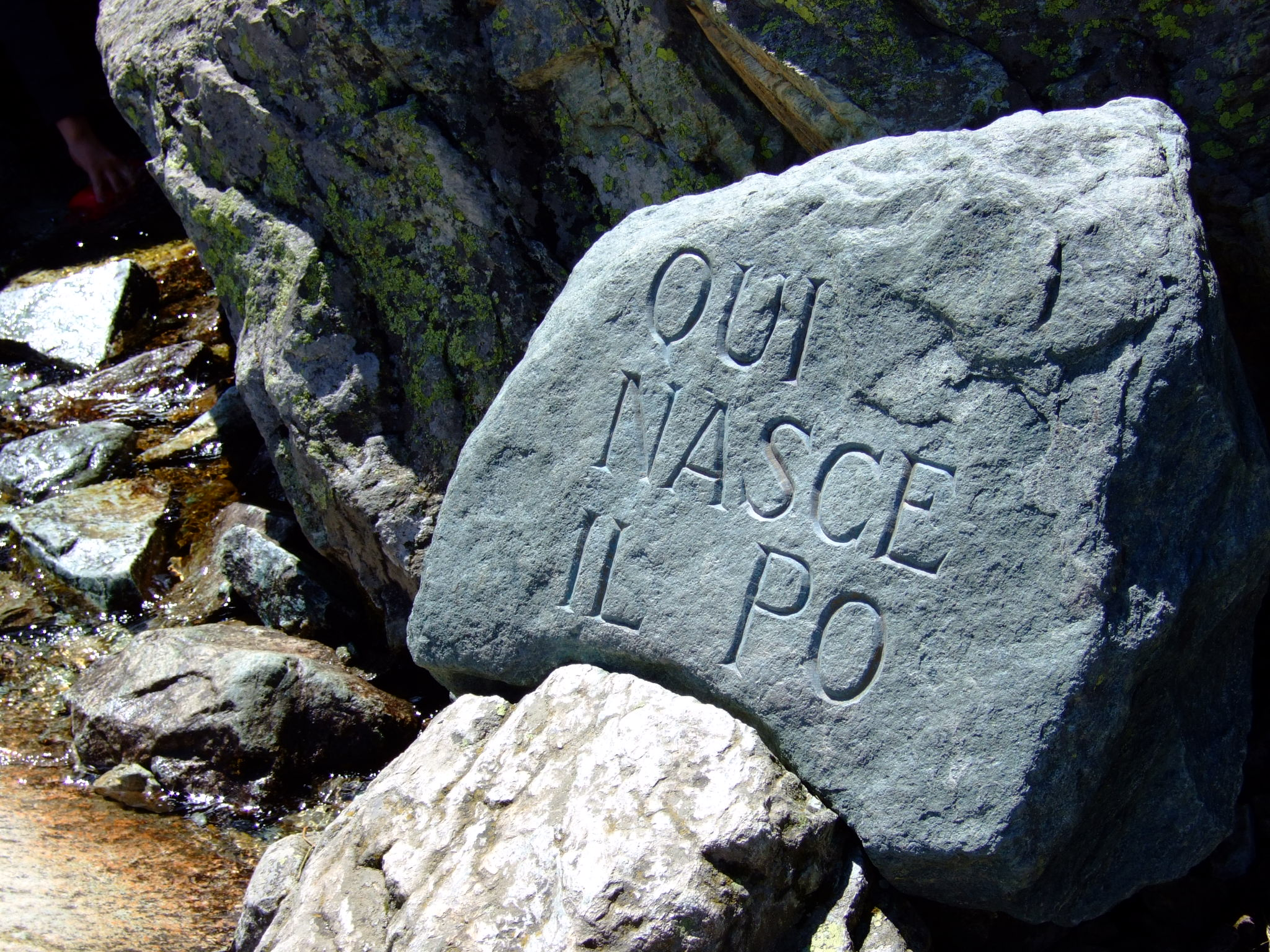
La sorgente del Po

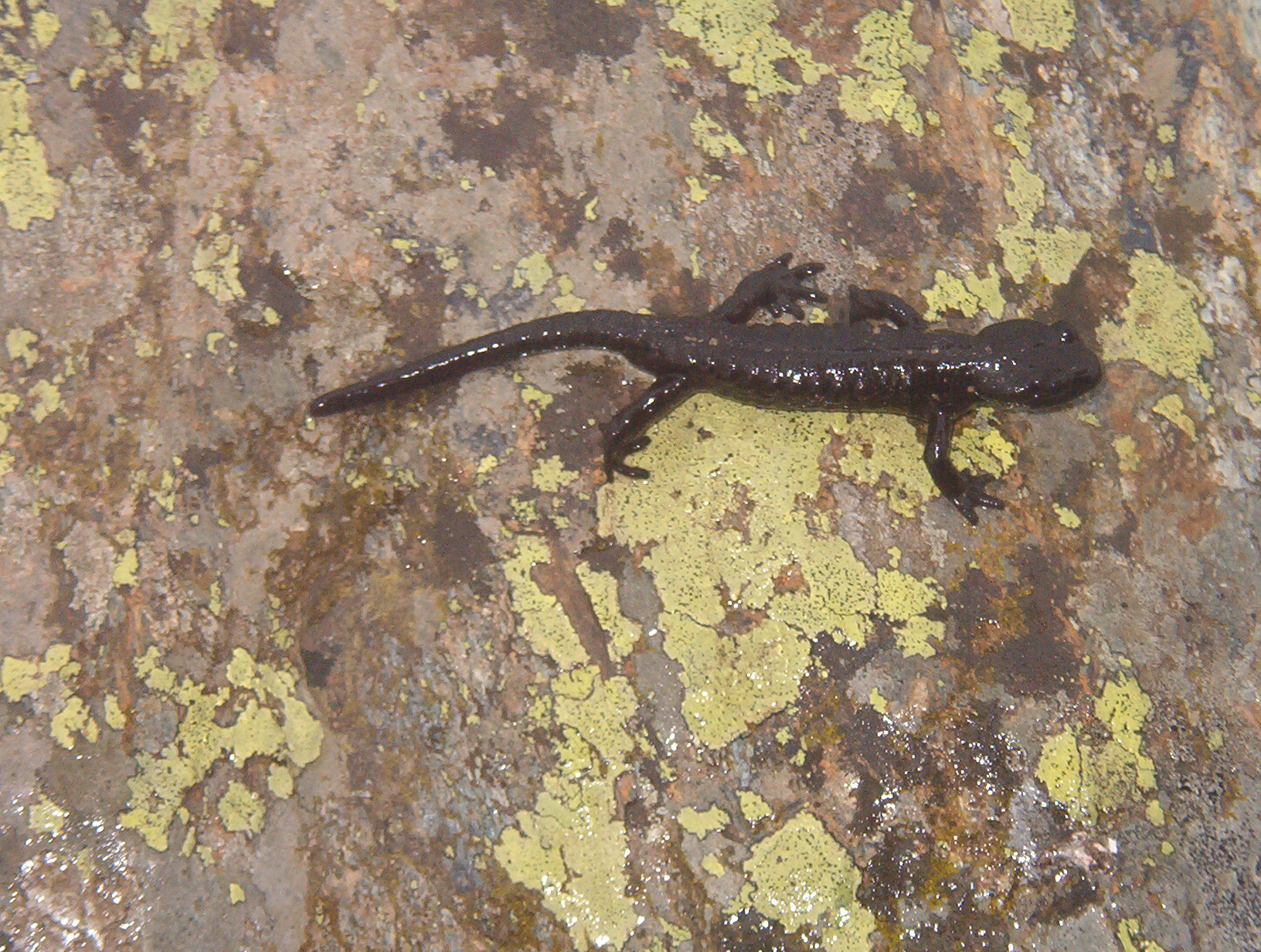
Salamandra nera di Lanza, fotografata al Pian del Re

L'area del Pian del Re si trova all'interno del Parco del Monviso e per questo è soggetta a particolari vincoli naturalistici ed ambientali. Per la sua ricchezza di acque è presente una torbiera e vi si trovano rari anfibi, tra i quali la Salamandra nera di Lanza.

### Accessibilità
L'accesso stradale, possibile nei periodi sgombri dalla neve, avviene da Crissolo (1 333 m) attraverso il Pian della Regina (Pian Merzé in lingua occitana [in grafia semi-fonetica "Escòlo dòu Pò"] / Plan Melesé in grafia normalizzata - 1 800 m). Tale accesso è solitamente possibile solo nel periodo giugno-ottobre; questa indicazione è molto condizionata dalle condizioni climatiche e pertanto soggetta a variazioni. Quando l'accesso a Pian del Re è vietato, si può solo arrivare a Pian della Regina km 4 dal capoluogo Crissolo Villa. In questi periodi dell'anno, a piedi, attraverso l'antico sentiero "Via del Sale" è comunque possibile raggiungere Pian del Re (In circa due ore di cammino partendo da Crissolo per escursionisti con buona preparazione).

### Escursionismo
Dal Pian del Re si dipartono una serie di sentieri:
- verso il Rifugio Quintino Sella al Monviso (2 640 m). Il rifugio costituisce il punto di partenza della via normale al Monviso tramite il Colle delle Sagnette e la parete sud del Monviso;
- verso il Rifugio Vitale Giacoletti (2 741 m);
- verso il Rifugio Viso (2 460 m) nella Valle del Guil (Francia). Il percorso si snoda attraverso il Colle delle Traversette oppure attraverso lo storico Buco di Viso.

Il Pian del Re può costituire un punto di partenza del Giro di Viso, giro intorno al Monviso pernottando alcune notti nell'uno o nell'altro dei rifugi costruiti ai suoi piedi.

### Giro d'Italia
Il Pian del Re è stato per due volte arrivo di tappa del Giro d'Italia:
| Anno | Tappa | Partenza | Km  | Vincitore di tappa | Maglia Rosa       |
| ---- | ----- | -------- | --- | ------------------ | ----------------- |
| 1991 | 12ª   | Savona   | 182 | Massimiliano Lelli | Franco Chioccioli |
| 1992 | 18ª   | Vercelli | 200 | Marco Giovannetti  | Miguel Indurain   |